# Divizia A1 de volei feminin
Divizia A1 de volei feminin este primul eșalon valoric al voleiului feminin românesc. Cea mai titrată echipă în istoria competiției este Dinamo București, câștigătoare a 21 de titluri naționale. Actuala campioană este Volei Alba Blaj.

## Istorie
Campionatul Român de Volei Feminin - Divizia A1 a avut primul sezon desfășurat între anii 1949-50, cu titlul câștigat de CS Locomotiva București, cunoscută în prezent ca CS Rapid București. Anii următori au fost marcați de scurta hegemonia a AS Progresul București, care a câștigat cele cinci titluri până în sezonul 1955-56. Aceasta a fost întreruptă abia în sezonul 1953-54, când titlul a fost obținut de CSU Știința București, fiind singurul său.
Din sezonul 1956-57 încolo, CS Dinamo București și-a început îndelungata hegemonie. În această perioadă, doar VC Penicilina Iași, în sezoanele 1969-70 și 1970-71, și CS Rapid București, în șase ocazii, l-au putut opri. Căderea CS Dinamo București pe scena voleiului feminin din România coincide cu scurta ascensiune a SCM Universitatea Craiova, care, între 1985-86 și 1990-91, și-a câștigat cele cinci titluri. Cel mai mare campion al României a încercat să reacționeze împotriva noului său rival, dar l-a oprit abia în 1988-89, când și-a asigurat al douăzecișiunulea  titlu (ultimul până în prezent).
Câștigând deja șase titluri în anii 1960 și 1970, CS Rapid București s-a impus ca o mare forță în voleiul feminin românesc în sezonul 1991-1992. În anii 1990 și 2000, clubul a mai reușit să adauge încă douăsprezece titluri la palmaresul său și a fost întrerupt doar de CS Știința Bacău, în sezoanele 1997-98 (când încă se numea Universitatea Bacău) și 2004-05, și de VC. Unic Piatra Neamț, în 2002-03.
Voleiul feminin din România a prezentat până la mijlocul anilor 2000 trei comportamente: i) realizări izolate; ii) două mari hegemonii - cea a CS Dinamo București (21 de titluri) și cea a CS Rapid București (18 titluri); iii) hegemonii mici, precum cele ale AS Progresul București și SCM Universitatea Craiova (câte 5 titluri). Faza recentă a Diviziei A1 a demonstrat un comportament mai apropiat de grupa a treia: 4 titluri la rând pentru CSU Galați, 2 la rând pentru CSV 2004 Tomis Constanța, 2 la rând pentru CS Știința Bacău și 3 pentru CSM Volei Alba Blaj. Acesta din urmă, fiind învins în sezonul 2017-18 de CSM București.
Primul titlu al CSU Galați a fost câștigat în sezonul 2006-07, când au terminat în fruntea finalei, împotriva rivalilor CS Dinamo București, CS Știința Bacău și VC Unic Piatra Neamț. Clubul a continuat cu încă trei titluri consecutive până în 2009-10, când a obținut ultimul trofeu. Galațiul s-a retras ulterior din Divizia A1.
Sezonul 2010–11 a fost câștigat de CSV 2004 Tomis Constanța, după ce a învins în finală CS Știința Bacău (3–1 în seria best-of-5-game). La fel s-a întâmplat și în sezonul următor, clubul constănțean câștigând ambele meciuri în finală. CS Știința Bacău și-a revenit după două înfrângeri consecutive învingând pentru două sezoane consecutive tradiționala CS Dinamo București.
Concurând în Divizia A1 încă din sezonul 2012-13, CSM Volei Alba Blaj a făcut primul pas spre a deveni una dintre principalele forțe ale voleiului feminin românesc prin câștigarea bronzului în sezonul 2013-14. După ce a urcat pentru prima dată pe podium, clubul blăjean a reușit să-și mărească investiția, permițând cele trei campionate consecutive între 2014 și 2017; primele doua le-au câștigat contra CSM Târgoviște, iar ultima contra CSM București. Acesta din urmă s-a răzbunat pe rivala sa dinainte, prin câștigarea ediției 2017-18. În 2018-19, echipa din Blaj și-a redobândit titlul de campioană a României, lăsându-și rivala din Capitală pe locul doi. 
În sezonul 2019-20, din cauza pandemiei de COVID-19, campionatul a fost suspendat după meciurile din primul tur al Fazei II. După câteva zile de incertitudine, Federația Română de Volei, după consultarea cluburilor, a declarat CSM Volei Alba Blaj campioană a sezonului și CSO Voluntari echipa care urmează să retrogradeze, respectând posturile obținute în Faza I. În sezonul următor, aflate încă în situația de pandemie, echipele românești s-au adaptat la un nou format de competiție: turnee cu trei meciuri într-un singur weekend, cele patru echipe cel mai bine plasate din faza inițială continuând în căutarea titlului; în faza finală, CSM Târgoviște a câștigat primul titlu în această competiție.

## Echipele participante în sezonul 2024-2025
| Echipă              | Oraș        | Arenă                                             |
| ------------------- | ----------- | ------------------------------------------------- |
| CSM Volei Alba Blaj | Blaj        | Sala Polivalentă Blaj                             |
| Corona Brașov       | Brașov      | Sala Sporturilor „Dumitru Popescu Colibași”       |
| CSM București       | București   | Sala Polivalentă Elite Performance Sun Plaza Mall |
| CSM Constanța       | Constanța   | Sala Sporturilor Constanța                        |
| Dinamo București    | București   | Sala Polivalentă Dinamo                           |
| CSM Lugoj           | Lugoj       | Sala de Sport Ioan Kunst Ghermănescu              |
| FC Argeș            | Pitești     | Sala Polivalentă Pitești                          |
| Rapid București     | București   | Sala Polivalentă „Rapid”                          |
| CSM Târgoviște      | Târgoviște  | Sala Polivalentă Ioan Valerian                    |
| Universitatea Cluj  | Cluj Napoca | Sala Polivalentă Horia Demian                     |
| CSO Voluntari 2005  | Voluntari   | Sala Polivalentă Gabriela Szabo                   |

## Cluburile românești în competiții europene în sezonul 2025-26
| Competiție           | Echipă              | Progres |
| -------------------- | ------------------- | ------- |
| Liga Campionilor CEV | CSM Volei Alba Blaj | Grupe   |
| Cupa CEV             | CSO Voluntari       | Runda 1 |
| Cupa CEV             | Dinamo București    | Runda 1 |
| Cupa Challenge CEV   | Corona Brașov       | Runda 2 |
| Cupa Challenge CEV   | CSM Lugoj           | Runda 1 |

## Lista campioanelor
| Anul | Campioane                        | Vicecampioane                | Locul 3                    |
| ---- | -------------------------------- | ---------------------------- | -------------------------- |
| 1950 | Locomotiva CFR București         |                              |                            |
| 1951 | CS Progresul ICAS București      |                              |                            |
| 1952 | CS Progresul Sănătatea București |                              |                            |
| 1953 | CS Progresul CPCS București      |                              |                            |
| 1954 | CS Știința ICF București         |                              |                            |
| 1955 | CS Progresul CPCS București      |                              |                            |
| 1956 | Progresul CPCS București         |                              |                            |
| 1957 | CS Dinamo București              |                              |                            |
| 1958 | CS Dinamo București              |                              |                            |
| 1959 | CS Dinamo București              |                              |                            |
| 1960 | CS Dinamo București              |                              |                            |
| 1961 | CS Dinamo București              |                              | CS Universitatea Cluj      |
| 1962 | CS Dinamo București              |                              | CS Universitatea Cluj      |
| 1963 | CS Dinamo București              |                              |                            |
| 1964 | competiția nu s-a disputat       | competiția nu s-a disputat   | competiția nu s-a disputat |
| 1965 | Rapid București                  |                              |                            |
| 1966 | CS Dinamo București              |                              |                            |
| 1967 | CS Dinamo București              |                              |                            |
| 1968 | Rapid București                  |                              |                            |
| 1969 | CS Dinamo București              |                              |                            |
| 1970 | CS Penicilina Iași               |                              |                            |
| 1971 | CS Penicilina Iași               |                              |                            |
| 1972 | Rapid București                  |                              |                            |
| 1973 | Rapid București                  |                              |                            |
| 1974 | Rapid București                  |                              |                            |
| 1975 | CS Dinamo București              |                              |                            |
| 1976 | CS Dinamo București              |                              |                            |
| 1977 | CS Dinamo București              |                              |                            |
| 1978 | CS Dinamo București              |                              |                            |
| 1979 | CS Dinamo București              | CSU Galați                   |                            |
| 1980 | CS Dinamo București              |                              |                            |
| 1981 | CS Dinamo București              |                              |                            |
| 1982 | CS Dinamo București              |                              |                            |
| 1983 | CS Dinamo București              |                              |                            |
| 1984 | CS Dinamo București              | CSU Galați                   |                            |
| 1985 | CS Dinamo București              | CSU Galați                   | Farul Constanta            |
| 1986 | CS Universitatea Craiova         | CSU Galați                   |                            |
| 1987 | CS Universitatea Craiova         | CSU Galați                   |                            |
| 1988 | CS Universitatea Craiova         | CS Dinamo București          | Flacăra Roșie București    |
| 1989 | CS Dinamo București              | Chimia Râmnicu Vâlcea        | CS Universitatea Craiova   |
| 1990 | CS Universitatea Craiova         |                              |                            |
| 1991 | CS Universitatea Craiova         |                              |                            |
| 1992 | Rapid București                  |                              | CS Universitatea Cluj      |
| 1993 | Rapid București                  |                              |                            |
| 1994 | Rapid București                  | CS Universitatea Bacău       | CS Universitatea Cluj      |
| 1995 | Rapid București                  | CS Universitatea Bacău       |                            |
| 1996 | Rapid București                  | CS Universitatea Bacău       |                            |
| 1997 | CS RATB Grundfos București       |                              |                            |
| 1998 | CS Universitatea Bacău           |                              |                            |
| 1999 | Rapid București                  | CS Universitatea Bacău       |                            |
| 2000 | Rapid București                  | CS Universitatea Bacău       | CS Dinamo București        |
| 2001 | Rapid București                  | CS Universitatea Bacău       | CS Dinamo București        |
| 2002 | VC Unic Piatra Neamț             |                              | CS Dinamo București        |
| 2003 | CS RATB Petrom București         | VC Unic Piatra Neamț         | CS Dinamo București        |
| 2004 | CS AIBO Rapid-RATB București     | Stiinta Amicii Bacău         | CS Dinamo București        |
| 2005 | CS Știința Bacău                 | CS AIBO Rapid-RATB București | CSU Metal Galați           |
| 2006 | Rapid București                  | CS Știința Bacău             | CS Dinamo București        |
| 2007 | CSU Metal Galați                 | CS Dinamo București          | CS Știința Bacău           |
| 2008 | CSU Metal Galați                 | CS Dinamo București          | CS Știința Bacău           |
| 2009 | CSU Metal Galați                 | Tomis Constanța              | CS Dinamo București        |
| 2010 | CSU Metal Galați                 | Tomis Constanța              | CS Dinamo București        |
| 2011 | Tomis Constanța                  | CS Știința Bacău             | CS Dinamo București        |
| 2012 | Tomis Constanța                  | CS Știința Bacău             | CS Dinamo București        |
| 2013 | CS Știința Bacău                 | CS Dinamo București          | Tomis Constanța            |
| 2014 | CS Știința Bacău                 | CS Dinamo București          | Volei Alba Blaj            |
| 2015 | Volei Alba Blaj                  | CSM Târgoviște               | CSM București              |
| 2016 | Volei Alba Blaj                  | CSM Târgoviște               | CSM București              |
| 2017 | Volei Alba Blaj                  | CSM București                | CSM Târgoviște             |
| 2018 | CSM București                    | Volei Alba Blaj              | CS Știința Bacău           |
| 2019 | Volei Alba Blaj                  | CSM București                | CSM Târgoviște             |
| 2020 | Volei Alba Blaj                  | CS Dinamo București          | CSM Târgoviște             |
| 2021 | CSM Târgoviște                   | Volei Alba Blaj              | CS Dinamo București        |
| 2022 | Volei Alba Blaj                  | CSM Târgoviște               | CSO Voluntari              |
| 2023 | Volei Alba Blaj                  | CSM Târgoviște               | CSM Lugoj                  |
| 2024 | CSO Voluntari                    | Volei Alba Blaj              | CSM Târgoviște             |
| 2025 | Volei Alba Blaj                  | CSO Voluntari                | CS Dinamo București        |

## Titluri pe cluburi
| Club                   | Titluri | Vicecampioane |
| ---------------------- | ------- | ------------- |
| CS Dinamo București    | 21      | 6             |
| CS Rapid București     | 19      | 1             |
| Volei Alba Blaj        | 8       | 3             |
| AS Progresul București | 5       | 0             |
| SCM Univ. Craiova      | 5       | 0             |
| CS Știința Bacău       | 4       | 10            |
| CSU Galați             | 4       | 5             |
| CSV 04 Tomis Constanța | 2       | 2             |
| VC Penicilina Iași     | 2       | 0             |
| CSM Târgoviște         | 1       | 4             |
| CSM București          | 1       | 2             |
| VC Unic Piatra Neamț   | 1       | 1             |
| CSU Știința București  | 1       | 0             |
| CSO Voluntari          | 1       | 1             |
| Chimia Râmnicu Vâlcea  | 0       | 1             |

- (1) CS Știința Bacău a jucat și sub numele Universitatea Bacău.
- (2) CS Rapid București a jucat și sub numele CS Locomotiva București.

## Titluri pe orașe
| VA BlajCSS BacăuBucureștiSCM U CraiovaTomis ConstanțaGalațiIașiPiatra NeamțCSM TârgovișteVoluntari Locațiile campioanelor din România. · Albastru: peste 10 titluri; Verde: 6-10 titluri; Galben: 2-5 titluri; Roșu: un titlu. | CSM DinamoAS ProgresulRapidCSU Știința București Campioanele din București. · Albastru: peste 10 titluri; Verde: 6-10 titluri; Galben: 2-5 titluri; Roșu: un titlu. |

| Regiune      | Județe    | Orașe        | Titluri | Cluburi |
| ------------ | --------- | ------------ | ------- | --- |
| Muntenia     | București | București    | 47      | CS Dinamo București (21), CS Rapid București (19), AS Progresul București (5), CSU Știința București (1), CSM București (1) |
| Transilvania | Alba      | Blaj         | 8       | Volei Alba Blaj (8) |
| Oltenia      | Dolj      | Craiova      | 5       | SCM Univ. Craiova (5) |
| Moldova      | Galați    | Galați       | 4       | CSU Galați (4) |
| Moldova      | Bacău     | Bacău        | 4       | CS Știința Bacău (4) |
| Moldova      | Iași      | Iași         | 2       | VC Penicilina Iași (2) |
| Dobrogea     | Constanța | Constanța    | 2       | CSV 04 Tomis Constanța (2)                                                                                                  |
| Moldova      | Neamț     | Piatra Neamț | 1       | VC Unic Piatra Neamț (1) |
| Muntenia     | Dâmbovița | Târgoviște   | 1       | CSM Târgoviște (1) |
| Muntenia     | Ilfov     | Voluntari    | 1       | CSO Voluntari (1) |